# Wilmington (Somerset)
Wilmington – osada w Anglii, w hrabstwie ceremonialnym Somerset, w dystrykcie (unitary authority) Bath and North East Somerset. Leży 14 km na południowy wschód od miasta Bristol i 162 km na zachód od Londynu.